# Musculus obliquus internus abdominis
De musculus obliquus internus abdominis of binnenste schuine buikspier is een skeletspier van de romp. Hij is samen met de buitenste schuine buikspier verantwoordelijk voor de rotatie en lateroflexie van de wervelkolom. Verder zorgt hij samen met de rechte buikspier voor flexie van de wervelkolom en voor het toenemen van de druk in de longen, om uit te ademen.

## Structuur
De twee binnenste schuine buikspieren zijn te vinden aan beide zijkanten van de buik. Hij ligt naast de rechte buikspier en onder de buitenste schuine buikspier. Van voren bekeken maken de binnenste schuine buikspieren een ^ vorm.
De spier ontspringt aan de fascia thoracolumbaris, het ventrale 2/3 van de linea intermedia van de crista iliaca en aan de laterale 1/2 van het ligamentum inguinale om vervolgens met de craniale vezels aan te hechten aan de onderrand van rib 10-12. De mediale vezels hechten aan linea alba (splitsen en vormen de ventrale rectusschede: oppervlakkig blad en dorsale rectusschede: diep blad).
De caudale vezels hechten aan de falx inguinalis (pees die vastzit op de musculus rectus abdominis en het os pubis). Ze verloopt onder de musculus obliquus abdominis externus, waaiervormig naar craniaal-, mediaal-en caudaalwaarts.
Deze spier heeft verscheidene functies, nl.;
Bij een gefixeerd bekken: een unilaterale contractie: latero- en anteflexie van de romp; een bilaterale contractie: ribben omlaag trekken en anteflexie van de romp.
Bij een gefixeerde thorax: een unilaterale contractie: bekken ipsilateraal opheffen; een bilaterale contractie: buikpers bevorderen.